# Zabalaza Anarchist Communist Front
A Zabalaza Anarchist Communist Front ('Frente Anarquista Comunista Zabalaza', ZACF, também conhecida como ZabFront ou simplesmente Zabalaza), anteriormente conhecida como Federação Anarquista Comunista de Zabalaza (ZabFed), é uma organização política anarquista plataformista-especifista da África do Sul, baseada principalmente em Joanesburgo. A palavra zabalaza significa "luta" em isiZulu e isiXhosa. Inicialmente, como ZabFed, era uma federação de coletivos preexistentes, principalmente em Soweto e Joanesburgo. Atualmente é uma organização unitária baseada em pedidos individuais de adesão, descrevendo-se como uma "federação de indivíduos". Historicamente, a maioria dos membros são pessoas de cor. Inicialmente, a ZACF tinha seções na África do Sul e na Suazilândia. As duas seções se dividiram em 2007, mas o grupo suazi decaiu em 2008. Atualmente, o ZACF também recruta no Zimbábue. Os membros historicamente enfrentaram repressão na Suazilândia e na África do Sul.
A ZACF está enraizada na Plataforma Organizacional para uma União Geral dos Anarquistas (Proposta) do grupo Dielo Truda, mas não aceita o documento acriticamente. A ZACF também se inspira no panfleto Rumo a uma Nova Revolução, escrito pelos Amigos de Durruti, um agrupamento de membros da Confederación Nacional del Trabajo (CNT, ou Confederação Nacional do Trabalho), durante a Revolução Espanhola, bem como pelo panfleto de Georges Fontenis, escrito no pós-guerra, Manifesto do Comunismo Libertário. Mais recentemente, sofreu influência do especifismo sul-americano, tendência que se originou na Federación Anarquista Uruguaya (FAU, ou Federação Anarquista Uruguaia).
Espera-se que os membros da ZACF sejam militantes anarco-comunistas comprometidos e convictos que devem estar de acordo com os princípios plataformistas de unidade teórica e tática, responsabilidade coletiva e federalismo . Suas atividades incluem estudo e desenvolvimento teórico, agitação anarquista e participação na organizaçao da luta de classes.
Enquanto uma organizaçao plataformista-especifista, a ZACF adere a ideia de uma "minoria ativa". Isso significa que a ZACF, ao contrário de certas organizaçoes anarco-sindicalistas, não busca construir movimentos de massa ou sindicatos puramente anarquistas; nem busca transformar os movimentos sociais existentes em movimentos exclusivamente anarquistas. Em vez disso, na tradição de inserção social defendida pela Federação Anarquista do Rio de Janeiro (FARJ), a ZACF trabalha dentro dos movimentos existentes para lutar pela "liderança das ideias anarquistas". Isso envolve a implementação de princípios anarquistas dentro de tais movimentos, junto com um programa anarquista revolucionário. Isso porque a ZACF sustenta que a força dos sindicatos, movimentos sociais e outras organizações da classe trabalhadora está em sua capacidade de unir o maior número de trabalhadores independentemente de suas filiações políticas, religiosas ou ideológicas. Ao mesmo tempo, a ZACF acredita que tais movimentos só podem empreender uma transformação revolucionária da sociedade quando forem conquistados para posições anarquistas revolucionárias.

## História
A ZACF é a mais recente de uma linha curta de organizações anarquistas sul-africanas que remonta ao início da década de 1990, da qual herdou alguns membros. Após a fusão da Liga Internacional Socialista (ISL) e da Industrial Socialist League no Partido Comunista da África do Sul (CPSA) em 1921, e a destruição da semi-sindicalista Industrial and Commercial Workers' Union (ICU) na década de 1930, anarquismo (incluindo sua variante sindicalista) só começou a ressurgir como um movimento na África do Sul com pequenos coletivos anarquistas, estabelecidos principalmente em Durban e Joanesburgo, na década de 1990. Em 1993, o Anarchist Revolutionary Movement, movimento anarquista revolucionário (ARM) foi estabelecido em Joanesburgo; sua seção estudantil incluía militantes do movimento antiapartheid.
Em 1995, um movimento maior, a Workers' Solidarity Federation (WSF), substituiu a ARM. O WSF incorporou um coletivo baseado em Durban que publicava o jornal Freedom. Também produziu seu próprio jornal, intitulado Workers' Solidarity. O WSF seguia a tradição do plataformismo, em oposição ao ARM, muito mais abrangente, e se concentrou principalmente no trabalho dentro da classe trabalhadora negra e nas lutas estudantis. Estabeleceu ligações com indivíduos anarquistas e pequenos coletivos anarquistas no Zimbábue, Tanzânia e Zâmbia . Também ajudou a estabelecer um o breve WSF-Zambiano.
Em 1999, por uma série de razões, o WSF foi dissolvido. Foi sucedido por dois coletivos anarquistas: o Bikisha Media Collective e o Zabalaza Books. Esses dois grupos co-produziram Zabalaza: Um Jornal do Anarquismo Revolucionário da África Austral, que desde então se tornou o jornal do ZACF. No final dos anos 1990 e no início dos anos 2000, ativistas nessas organizações estavam envolvidos em lutas contra a privatização e despejos, e o Bikisha era formalmente filiado ao Fórum AntiPrivatização (APF), com um membro do Bikisha servindo como Oficial de Mídia da APF.
Em 1º de maio de 2003, a ZACF foi formada; inicialmente como a Federação Anarquista Comunista de Zabalaza. O ZACF inicial foi essencialmente um reagrupamento de grupos anarquistas locais, reunindo uma série de novos coletivos anarquistas em Gauteng e Durban (incluindo um capítulo local da Cruz Negra Anarquista), junto com o Bikisha Media Collective e Zabalaza Books.
Em 2007, para fortalecer suas estruturas, a ZACF foi reconstituída como Frente Anarco-Comunista de Zabalaza com base na filiação individual direta em uma estrutura unitária, ao invés do sistema federalista anterior. Nessa época, a ZACF também tinha membros na Suazilândia e administrava um pequeno centro social no acampamento de posseiros Motsoaledi em Soweto. Efetivamente, em sua primeira fase, o ZACF foi construído por meio da afiliação de grupos, e os membros entraram no ZabFed por meio dos grupos, cada um com estruturas, objetivos e sistemas de recrutamento um tanto diferentes. Com a reestruturação de dezembro de 2007, os membros ingressaram diretamente na ZACF e, em seguida, nos grupos. A reestruturação de 2007 também viu a ZACF se tornar apenas sul-africana, com um grupo anarquista Swazi separado estabelecido em 2008 que permaneceu estreitamente aliado, mas distinto, da ZACF. A política da ZACF enfatizou a necessidade de uma formação não racial, com membros de todas as raças, e se opôs a organizações separadas nas linhas de raça ou gênero.
Embora comprometido com a promoção do sindicalismo revolucionario nos sindicatos, o trabalho da ZACF foi, na prática, amplamente focado nos chamados  "novos movimentos sociais", formados na África do Sul em resposta aos fracassos percebidos do governo do Congresso Nacional Africano (ANC) pós-apartheid . A ZACF esteve envolvida nas campanhas do Fórum AntiPrivatização (APF) e do Movimento dos Sem Terra (LPM). Também esteve envolvida no trabalho de solidariedade com a Abahlali baseMjondolo e a Campanha AntiDespejo do Cabo Ocidental . Além desse trabalho, a ZACF atua na organização de workshops e propaganda.
Após a formação da Frente de Esquerda Democrática (DLF) em 2011, a ZACF tornou-se uma organização membro. No entanto, criticava a composição majoritariamente de classe média da liderança da DLF e as ambições eleitorais de alguns afiliados da DLF. Como uma seção substancial de apoiadores da DLF, a ZACF questionou os processos de organização da DLF até, e durante, os protestos na "COP-17" em Durban, ou seja, a Conferência das Nações Unidas sobre Mudança Climática de 2011, que argumentou serem cheios de praticas autoritarias e manipuladoras. Em 2012, a ZACF havia efetivamente deixado a DLF.

## Ligações com outras organizações
O ZACF, então ainda ZabFed, fazia parte da Solidariedade Libertária Internacional (ILS), como seus predecessores Bikisha Media Collective e Zabalaza Books.
Após a dissolução do ILS, o ZACF passou a fazer parte da rede plataformista–especifista Anarkismo. Como tal, a ZACF tem ligações estreitas com as organizações membros da rede Anarkismo; particularmente com o Movimento de Solidariedade dos Trabalhadores (WSM) na Irlanda, Common Struggle - Libertarian Communist Federation (anteriormente NEFAC) nos Estados Unidos, a Federazione dei Comunisti Anarchici (FdCA, ou Federação de Anarquistas Comunistas) na Itália, a FAU no Uruguai, Libertaire alternativa (AL, ou Alternativa Libertária) na França, a Federación Anarco-Comunista de Argentina (FACA, ou Federação Anarco-Comunista da Argentina), a FARJ no Rio de Janeiro, a Organização Anarquista Socialismo Libertário (OASL, ou Socialismo Libertário Anarquista Organização) em São Paulo e a Federação Anarquista Gaúcha (FAG, ou Federação Gaúcha dos Anarquistas) no Rio Grande do Sul . (Os três últimos são membros da Coordenação Anarquista Brasileira) Também teve contato intermitente com a Liga de Conscientização na Nigéria e com numerosos coletivos anarquistas menores na África. Mantém contato com organizações sindicalistas que eram vinculadas ao antigo ILS, como a Confederación General del Trabajo (CGT, ou Confederação Geral do Trabalho) na Espanha.

## Publicações
O ZACF publica Zabalaza: Um Jornal do Anarquismo Revolucionário da África Austral. Este jornal é o jornal teórico da organização e contém artigos ideológicos e analíticos que visam promover o movimento anarco-comunista em geral, e o movimento anarquista comunista da África Austral em particular. Além disso, divulga e promove a linha oficial da ZACF conforme determinado pelos membros da organização. A outra publicação importante da ZACF é Zabalaza.net, o site oficial da organização.

## Zabalaza Books
Zabalaza Books é um projeto de publicação anarquista vinculado ao ZACF. É um projeto de encomenda postal de literatura anarquista que publica e distribui livros, panfletos, música e vídeos anarquistas clássicos e contemporâneos na região da África Austral. Ele se originou como um coletivo underground na década de 1990, no final do apartheid. Os tópicos cobertos incluem anarquismo, sindicalismo revolucionário, libertação das mulheres, história revolucionária, libertação nacional e descolonização, entre muitos outros. Distribui grande parte da literatura em formato PDF em seu site.

## Repressão e outros desafios
A ZACF enfrentou dificuldades ao longo de sua existência. A repressão afetou seus setores nos distritos negros da África do Sul; Militantes da ZACF foram atacados no município de Khutsong, a oeste de Joanesburgo, em 16 e 17 de outubro de 2015, bem como na Suazilândia. Incidentes anteriores viram membros ameaçados em Protea South, Soweto; um membro de Motsoaledi sujeito a ameaças de morte; um membro preso em Joanesburgo por uma ação perto da sede da Eskom ; um membro das estruturas semi-clandestinas suazis da ZACF detido por participar numa manifestação do Congresso da Juventude da Suazilândia (SWAYOCO) em Manzini ; e um membro sul-africano da ZACF detido com posse de materiais políticos no lado suazi da fronteira entre a África do Sul e a Suazilândia na sequência de uma manifestação no primeiro de maio.